# ブリュノワ
ブリュノワ （Brunoy）は、フランス、イル＝ド＝フランス地域圏、エソンヌ県のコミューン。

## 地理
パリの南東約21マイルの地点にある。セーヌ川の支流イエール川が横切る。コミューン南部はセナールの森に含まれる。

## 交通
- 空港 - オルリー空港。ブリュノワの北西約7マイル
- 道路 - N6、RD94
- 鉄道  - RER D線ブリュノワ駅

## 由来
ブリュノワ最古の名前は、ラテン語のブレンナドゥム（Brennadum）である。Brennとは、ケルト語で首領を意味し、ブレンナドゥムとは『ブレンの家』を意味するという説が優勢である。
1799年にはBrunoisとつづられていたが、その後現在のつづりとなっている。

## 歴史

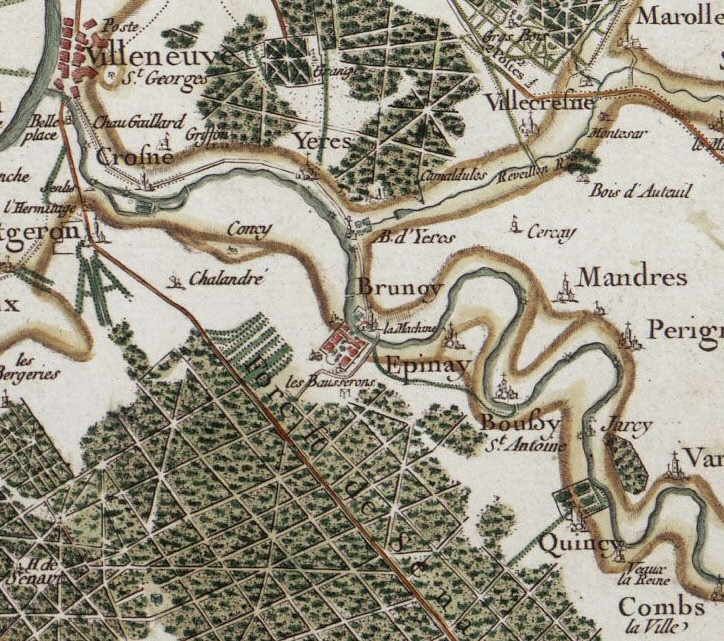
カッシーニ地図に描かれたブリュノワ

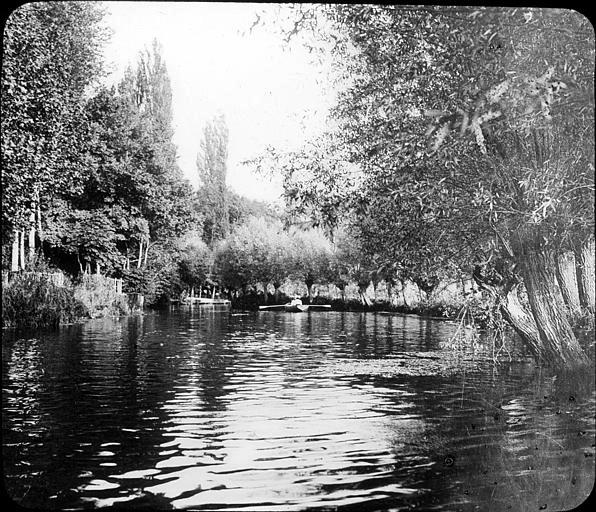
19世紀のイエール川

先史時代のブリュノワは、2つの地区に分かれて人が暮らしていた。セナールの森にあった砂の採取場と、イエール川の湾曲部である。
5世紀以降、フランク族がこの地域に定住した。638年、ダゴベルト1世はブリュノワの王領を分散させた。同じく、サン＝ドニ教会もブリュノワの土地を受け継いでいた。ブリュノワはいくつかの封土に分けられていた。トゥルネルは王領で、砂採取場の近くに城が置かれていた。この軍事用の城は1346年にフィリップ6世が水の憲章を発令した場である。唯一残っていた塔は、1836年に崩れ落ちてしまった。
分散化されていた封土はラノワ家によって再度まとめられた。1656年、アンヌ・ド・ラノワはブリュノワを持参金としてエルブフ公シャルル3世・ド・ロレーヌの元へ嫁いだ。1676年、ブリュノワを含む封土がロシュフコー家のものとなった。
1722年、王の財務官ジャン・ド・モンマルテルがブリュノワの封土を購入した。1757年にブリュノワは侯爵領に昇格した。彼は多額の資産をつぎ込んで城を飾り立てた。彼の城をルイ15世やポンパドゥール夫人が訪れている。ジャンの子であるブリュノワ侯アルマンの代に、華美な生活がたたってブリュノワ侯爵領は再び売りに出された。次の領主はルイ16世の弟であるプロヴァンス伯ルイ・スタニスラス（のちのルイ18世）であった。彼は自分の好みに城を改装し、セナールの森で狩猟を楽しんだ。フランス革命によって、巨大な城と領土は廃された。
1849年、ブリュノワに鉄道が敷かれた。ベル・エポック期、イエール川沿いやセナールの森にギャンゲットやバーが軒を連ねた。同じ時代に土地の分譲が始まった。ブリュノワは住宅地へ変貌していき、1906年に人口が2,745人であったのが、1936年には8,149人に達していた。20世紀半ばから、大規模な集合住宅群が次々と建設されていった。1968年に建てられたレ・ゾー・マルデル団地は約6000人が住めるものだった。

## 政治
ブリュノワは右派傾向のコミューンである。ブリュノワにおける2002年フランス大統領選挙の第一回投票では、ジャン＝マリー・ル・ペンが約15%の票数を獲得して首位となった。しかし2004年の地方選挙やEU関連の選挙では左派寄りの傾向が見られた。

## 姉妹都市
- コルビ、ルーマニア
- エスピーニョ、ポルトガル
- ライゲイト・アンド・バンステッド、イギリス
- ヴィットリヒ、ドイツ

## 出身者
- ミシェル・セロー - 俳優